# David Strathairn
David Russell Strathairn, född 26 januari 1949 i San Francisco, Kalifornien, är en amerikansk skådespelare.

## Biografi

### Uppväxt
David Strathairn föddes i San Francisco med skotskt och hawaiianskt påbrå. Han gick på Redwood High School i Larkspur, Kalifornien och tog sin examen från Williams College i Williamstown, Massachusetts 1970. Han ska även ha gått på Ringling Brothers and Barnum & Bailey Clown College i Venice, Kalifornien och ha arbetat som clown med en kringresande cirkus.

### Karriär
Några av David Strathairns mest anmärkningsvärda roller inkluderar titelkaraktären i Harrison's Flowers (2000), den blinde teknologen i Sneakers (1992), Joe St. George i Dolores Claiborne (1995), Theseus i 1999 års version av En midsommarnattsdröm och den korrupte basebollspelaren Eddie Cicotte i De svek Amerika (1988). Han har även gjort småroller i filmer som Twisted mot Ashley Judd, River Wild mot Meryl Streep, Firman mot Tom Cruise och L.A. konfidentiellt mot Kim Basinger.
Han arbetar ofta med regissören John Sayles, och har bland annat gjort sin filmdebut Return of the Secaucus 7 (1980) och filmerna Passion Fish (1992), Gränslandet (1999) och City of Hope (1991) tillsammans med honom. Strathairn vann en Independent Spirit Award för sin rolltolkning i den sistnämnda.
Strathairns TV-framträdanden inkluderar en stor bredd av roller, som Moss i den kritikerrosade The Days and Nights of Molly Dodd, Kapten Keller i 2000 års nyinspelning av The Miracle Worker och har på senare tid haft en återkommande roll i TV-serien Sopranos.
2005 gjorde han huvudrollen i Good Night, and Good Luck., en dramatiserad biografisk film där han spelade den kände nyhetsuppläsaren Edward R. Murrow och hans bråk med senator Joseph McCarthy om McCarthys "kommunist-häxjakt" under 1950-talet. Strathairn fick Golden Globe-, Screen Actors Guild- och Oscarsnomineringar för sin rolltolkning i filmen.

## Filmografi (i urval)
- 1980 – Return of the Secaucus 7
- 1983 – Silkwood
- 1984 – Iceman
- 1984 – The Brother from Another Planet
- 1988 – De svek Amerika
- 1988–1990 – Mitt i vimlet - Molly Dodd (TV-serie) (20 avsnitt)
- 1991 – City of Hope
- 1992 – Trassel i familjen
- 1992 – Tjejligan
- 1992 – Sneakers
- 1992 – Passion Fish
- 1993 – Firman
- 1994 – River Wild
- 1995 – Dolores Claiborne
- 1995 – Hemma är bäst
- 1997 – L.A. konfidentiellt
- 1999 – En midsommarnattsdröm
- 1999 – Gränslandet
- 2000 – Harrison's Flowers
- 2000 – The Miracle Worker (TV-film)
- 2004 – Twisted
- 2004 – Sopranos (TV-serie) (tre avsnitt)
- 2005 – Good Night, and Good Luck.
- 2007 – The Bourne Ultimatum
- 2008 – Spiderwick
- 2009 – Cold Souls
- 2009 – The Uninvited
- 2010 – Howl
- 2010 – Temple Grandin
- 2010 – The Tempest
- 2010 – The Whistleblower
- 2012 – Hemingway & Gellhorn
- 2012 – The Bourne Legacy
- 2012 – Lincoln
- 2014 – Godzilla
- 2015 – Hotell Marigold 2
- 2017 – Darkest Hour

## Teater

### Roller
| År   | Roll | Produktion                       | Regi         | Teater                            |
| ---- | ---- | -------------------------------- | ------------ | --------------------------------- |
| 2001 | Kurt | Dance of Death August Strindberg | Sean Mathias | Broadhurst Theatre, New York, USA |